# José Lello
José Manuel Lello Ribeiro de Almeida GCIH (Porto, 18 de maio de 1944 – Porto, 14 de outubro de 2016) foi um político e gestor de empresas português.

## Biografia
Engenheiro Mecânico de formação. Foi Administrador da Philips Portuguesa, SA e da Cobetar, SA, entre outras, e Presidente do Conselho Fiscal da Nacional Gás, SA, entre outras, e foi Vice-Presidente da Câmara de Comércio e Indústria Árabe-Portuguesa.
Foi eleito em 1976, apenas com 32 anos, Deputado da Assembleia Municipal do Concelho do Porto. Investido na décima segunda posição na lista do Partido Socialista no Distrito do Porto para as eleições legislativas antecipadas de 25 de abril de 1983, foi eleito como Deputado para a Assembleia da República Portuguesa. Embora não tenha sido reeleito nas eleições antecipadas de 6 de outubro de 1985, voltou a ter assento no Parlamento durante a Legislatura e tornou-se Vice-Presidente do Grupo Parlamentar do PS. Nas eleições antecipadas de 19 de julho de 1987, voltou para a VI Legislatura e mantém o seu mandato parlamentar. Manteve a sua posição dentro do Grupo Parlamentar até 1992, mas abandonou a Assembleia Municipal do Porto em 1989.
Após a vitória do Partido Socialista nas eleições parlamentares de 1 de outubro de 1995, foi nomeado Secretário de Estado das Comunidades Portuguesas para o Ministro dos Negócios Estrangeiros Jaime Gama no XIII Governo Constitucional. Quando os Socialistas mantiveram o poder nas eleições parlamentares de 10 de outubro de 1999, ele foi reconduzido no XIV Governo Constitucional.
A 12 de dezembro de 2000, o Primeiro-Ministro António Guterres escolheu-o como novo Ministro da Juventude e do Desporto no mesmo XIV Governo Constitucional para substituir Armando Vara, forçado a renunciar.
Por ocasião das eleições legislativas antecipadas de 17 de março de 2002, foi colocado em segundo na lista liderada por Alberto Martins, no Distrito do Porto. Em 2007, sendo Vice-Presidente da Assembleia do Atlântico Norte, foi eleito Presidente da Assembleia Parlamentar da NATO, cargo que ocupou durante um ano, até 2008. Na sequência das eleições de 27 de setembro de 2009, e sendo já seu Membro, foi nomeado Vice-Presidente da Comissão Parlamentar de Defesa Nacional. Deputado em todas as Legislaturas desde 1983 e na XI Legislatura, foi Presidente do Conselho de Administração da Assembleia da República Portuguesa. Foi, ainda, Membro das Comissões Política e Nacional do PS, Secretário Nacional do Partido Socialista.
Faleceu a 14 de outubro de 2016, no Porto, vítima de cancro.

### Condecorações[3][5][6]
- Oficial da Ordem Nacional do Cruzeiro do Sul do Brasil (7 de Setembro de 1996)
- Oficial da Ordem de Ouissam Alaoui de Marrocos (? de ? de 19??)
- Grã-Cruz de Mérito da Ordem do Mérito da República Federal da Alemanha (18 de Maio de 1999)
- Grã-Cruz da Ordem de Rio Branco do Brasil (21 de Maio de 1999)
- Banda de Primeira Classe da Ordem Mexicana da Águia Azteca do México (15 de Julho de 1999)
- Grande-Oficial da Ordem Nacional do Mérito de França (29 de Novembro de 1999)
- Grã-Cruz da Ordem de Honra da Grécia (17 de Março de 2000)
- Excelentíssimo Senhor Grã-Cruz da Ordem do Mérito Civil de Espanha (26 de Setembro de 2000)
- Grã-Cruz da Ordem de Leopoldo II da Bélgica (9 de Outubro de 2000)
- Grã-Cruz da Ordem Nacional do Cruzeiro do Sul do Brasil (6 de Janeiro de 2005)
- Grã-Cruz da Ordem do Infante D. Henrique de Portugal (21 de Abril de 2005)
- Grande-Colar da Ordem do Libertador da Venezuela (? de ? de ????)
- Grande-Colar da Ordem de Ouissam Alaoui de Marrocos (? de ? de ????)
- Grande-Oficial da Ordem do Mérito do Luxemburgo (? de ? de ????)

## Funções governamentais exercidas
- XIII Governo Constitucional
  - Secretário de Estado das Comunidades Portuguesas
- XIV Governo Constitucional
  - Ministro da Juventude e do Desporto

## Outras funções exercidas
- Presidente da Assembleia Parlamentar da NATO (2007)